# Boeing 2707
De Boeing 2707 was een project voor een supersonisch verkeersvliegtuig van de Amerikaanse vliegtuigconstructeur Boeing. Het was Boeings ontwerp voor een toestel dat zou kunnen concurreren met de Europese Concorde en de Russische Tupolev Tu-144.  
Boeing kreeg de opdracht voor het ontwikkelen van de Amerikaanse SST na een wedstrijd met de concurrenten Lockheed en North American. Hiervoor stelde de federale overheid fondsen ter beschikking om zodoende de subsidies voor de Concorde en de Tu-144 te compenseren. De kosten bleven echter ook hier snel oplopen. In maart 1971 wilde de Senaat niet langer gelden ter beschikking stellen omdat zij het niet langer rendabel achtte, hetgeen later juist bleek te zijn. Door stijgende brandstofprijzen en het grote brandstofverbruik van supersonische vliegtuigen bleken grotere (maar langzamere) vliegtuigen, zoals de Boeing 747 met een grotere passagierscapaciteit veel rendabeler te zijn dan de kleinere supersonische vliegtuigen. Het Huis van Afgevaardigden stopte de subsidies definitief op 20 mei 1971. Door het wegvallen van de financiële overheidssteun besloot Boeing het project af te blazen. 

## Opties
Toen het project werd gestaakt hadden 28 maatschappijen, waaronder zelfs BOAC en Air France, 123 opties uitstaan:
| Maatschappij                    | Land                | Aantal | Opmerkingen |
| ------------------------------- | ------------------- | ------ | ----------- |
| Aer Lingus                      | Ierland             | 2      |             |
| Aeroméxico                      | Mexico              | 2      |             |
| Air Algérie                     | Algerije            | 3      |             |
| Air France                      | Frankrijk           | 6      |             |
| Air India                       | India               | 3      |             |
| Alitalia                        | Italië              | 6      |             |
| American Airlines               | Verenigde Staten    | 6      |             |
| Avensa                          | Venezuela           | 3      |             |
| BOAC                            | Verenigd Koninkrijk | 6      |             |
| Braniff                         | Verenigde Staten    | 2      |             |
| Canadian Pacific                | Canada              | 3      |             |
| Continental Airlines            | Verenigde Staten    | 3      |             |
| Delta                           | Verenigde Staten    | 3      |             |
| Eastern Airlines                | Verenigde Staten    | 3      |             |
| El Al                           | Israël              | 2      |             |
| Iberia                          | Spanje              | 3      |             |
| Japan Airlines                  | Japan               | 5      |             |
| KLM                             | Nederland           | 6      |             |
| Lan Chile                       | Chili               | 5      |             |
| Lufthansa                       | Duitsland           | 3      |             |
| Northwest Airlines              | Verenigde Staten    | 4      |             |
| Pakistan International Airlines | Pakistan            | 2      |             |
| Pan Am                          | Verenigde Staten    | 15     |             |
| Qantas                          | Australië           | 6      |             |
| Trans America                   | Verenigde Staten    | 2      |             |
| TWA                             | Verenigde Staten    | 10     |             |
| United Airlines                 | Verenigde Staten    | 6      |             |
| World Airways                   | Verenigde Staten    | 3      |             |

## Trivia
- Er werd gedacht het vliegtuig een uitschuifbare vleugel te geven.
- Een volledig schaalmodel werd gebouwd van dit vliegtuig. Na jaren verwaarlozing kan men het nu bezichtigen in het Hiller Aviation Museum, in San Francisco.